# Akihito
Akihito (japonsky 明仁; * 23. prosince 1933 Tokio, Japonsko) je člen japonského císařského rodu, který od 7. ledna 1989 do 30. dubna 2019 vládl podle tradičního pořadí následnictví jako 125. japonský císař. Je také bratrancem princezny Bangja, poslední korunní princezny Koreje.
Akihito se narodil v Japonském císařství v roce 1933 jako první syn císaře Šówy a císařovny Kódžun. Během druhé světové války se se svými spolužáky odstěhoval z Tokia a až do roku 1945 zůstal v Nikkó. V roce 1952, poté co dosáhl dvaceti let, začal vykonávat oficiální povinnosti ve své funkci korunního prince. Příští rok podnikl svou první cestu do zámoří a reprezentoval Japonsko na korunovaci královny Alžběty II. Vysokoškolské vzdělání dokončil v roce 1956. V roce 1959 se oženil s katoličkou Mičiko Šódovou; byla to první císařská svatba, která byla v Japonsku televizně vysílána a sledovalo ji asi 15 milionů diváků. Pár má tři děti, Naruhita, Fumihita a Sajako.
Po smrti svého otce císaře Šówy v roce 1989 nastoupil na chryzantémový trůn. Snažil se přiblížit císařskou rodinu japonskému lidu a oficiální návštěvy uskutečnil ve všech čtyřiceti sedmi prefekturách Japonska a na mnoha odlehlých japonských ostrovech. Má také velký zájem o přírodní život a jeho ochranu, stejně jako o japonskou a světovou historii.
Akihito abdikoval v roce 2019 s odkazem na svůj pokročilý věk a zhoršující se zdraví a stal se emeritním císařem. Jeho nástupcem se stal jeho starší syn Naruhito.

## Jméno
V Japonsku, během jeho vlády, nebyl nikdy oslovován svým křestním jménem, ale místo toho titulem „Jeho Veličenstvo císař“ (天皇陛下, Tennó Heika), který mohl být zkrácen na „Jeho Veličenstvo“ (陛下, Heika). Éra Akihitovy vlády od roku 1989 do roku 2019 nesla název Heisei (平成, doslova všudypřítomný mír) a podle zvyku bude po své smrti přejmenován na Císaře Heisei (平成天皇, Heisei Tennó).
Po Akihitově abdikaci dne 30. dubna 2019 obdržel titul emeritní císař (上皇, Jókó). Nová éra, Reiwa (令和), začala, když se jeho syn Naruhito stal císařem.

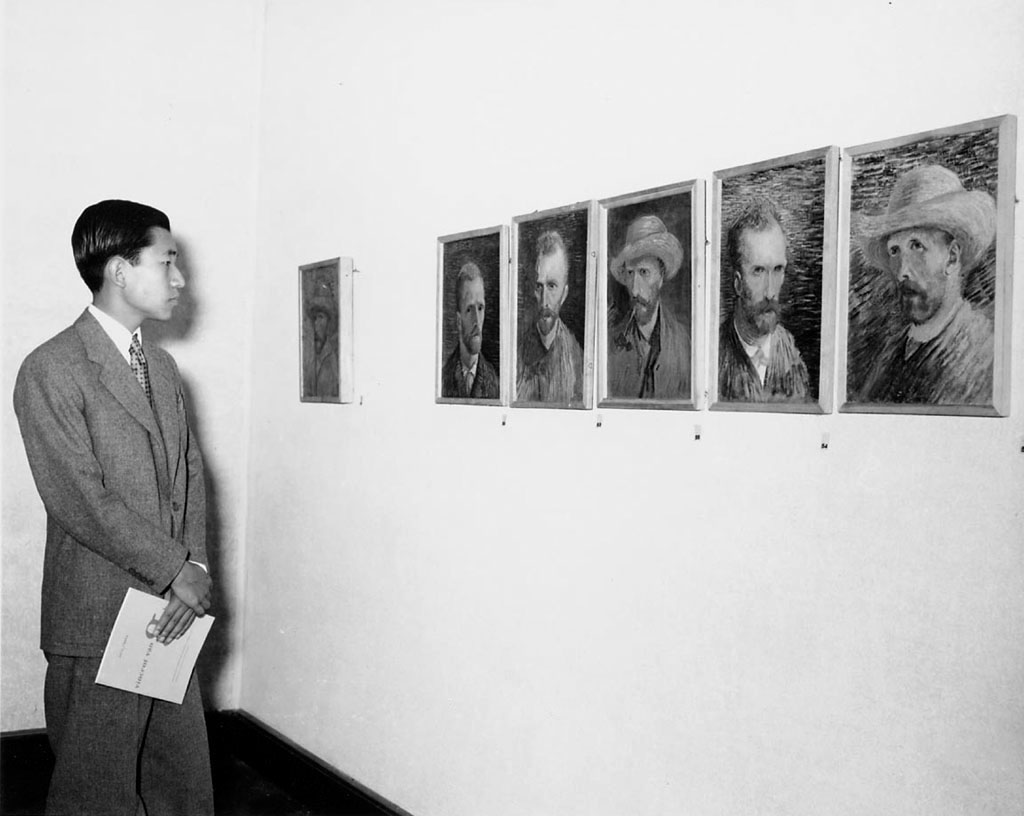
Akihito na Van Goghově výstavě v Městském muzeu Amsterdam, 1953

## Mládí a vzdělání

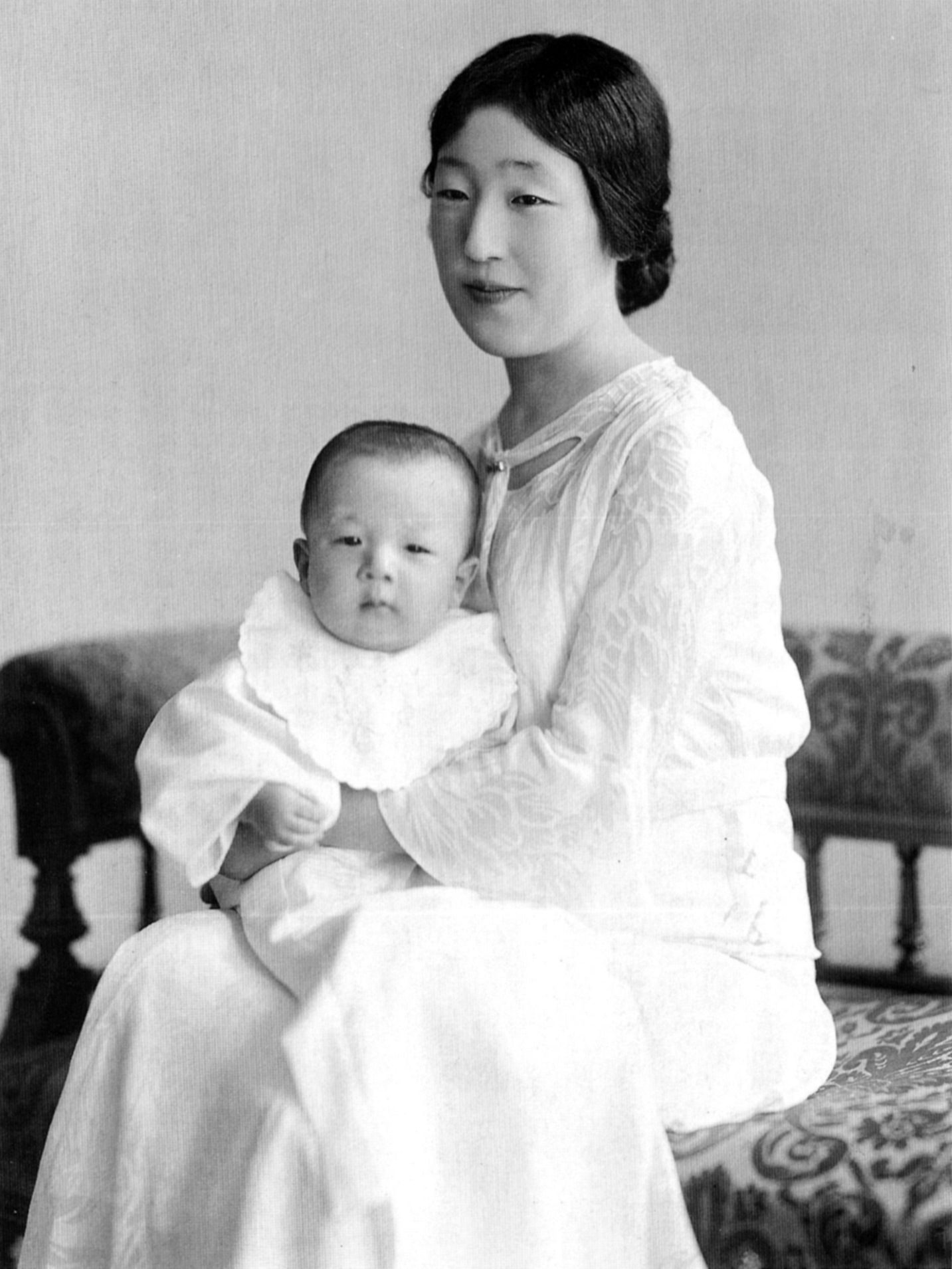
Akihito se svou matkou císařovnou Nagako, 1934

Princ Akihito (明仁親王, Akihito Šinnó) se narodil 23. prosince 1933 v 6:39 v tokijském císařském paláci jako páté dítě a nejstarší syn císaře Šówy (Hirohito) a císařovny Kódžun (Nagako). Akihito s titulem princ Cugu (継宮, Tsugu-no-miya) byl jako dítě vzděláván soukromými učiteli. V letech 1940 až 1952 navštěvoval základní a střední školu Gakušúin. Na přání svého otce nedostal na rozdíl od svých předchůdců provizi jako armádní důstojník.
Během amerických náletů na Tokio v březnu 1945 během druhé světové války byli Akihito a jeho mladší bratr princ Masahito evakuováni z města. Elizabeth Grayová Viningová učila Akihita během spojenecké okupace Japonska angličtinu a západní mravy. Později krátce studoval na katedře politických věd na Univerzitě Gakušúin v Tokiu, ačkoli nikdy nezískal akademický titul.
Akihito byl dědicem chryzantémového trůnu od narození. Jeho formální jmenování korunním princem (立太子の礼, Rittaiši-no-rei) se uskutečnilo v tokijském císařském paláci 10. listopadu 1952. V červnu 1953 Akihito zastupoval Japonsko při korunovaci královny Alžběty II. v Londýně na své první zahraniční cestě. Vysokoškolské vzdělání později dokončil jako speciální student v roce 1956.

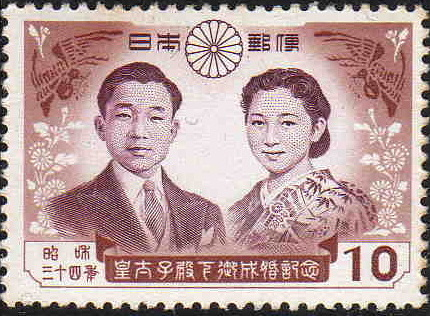
Japonská známka připomínající císařskou svatbu

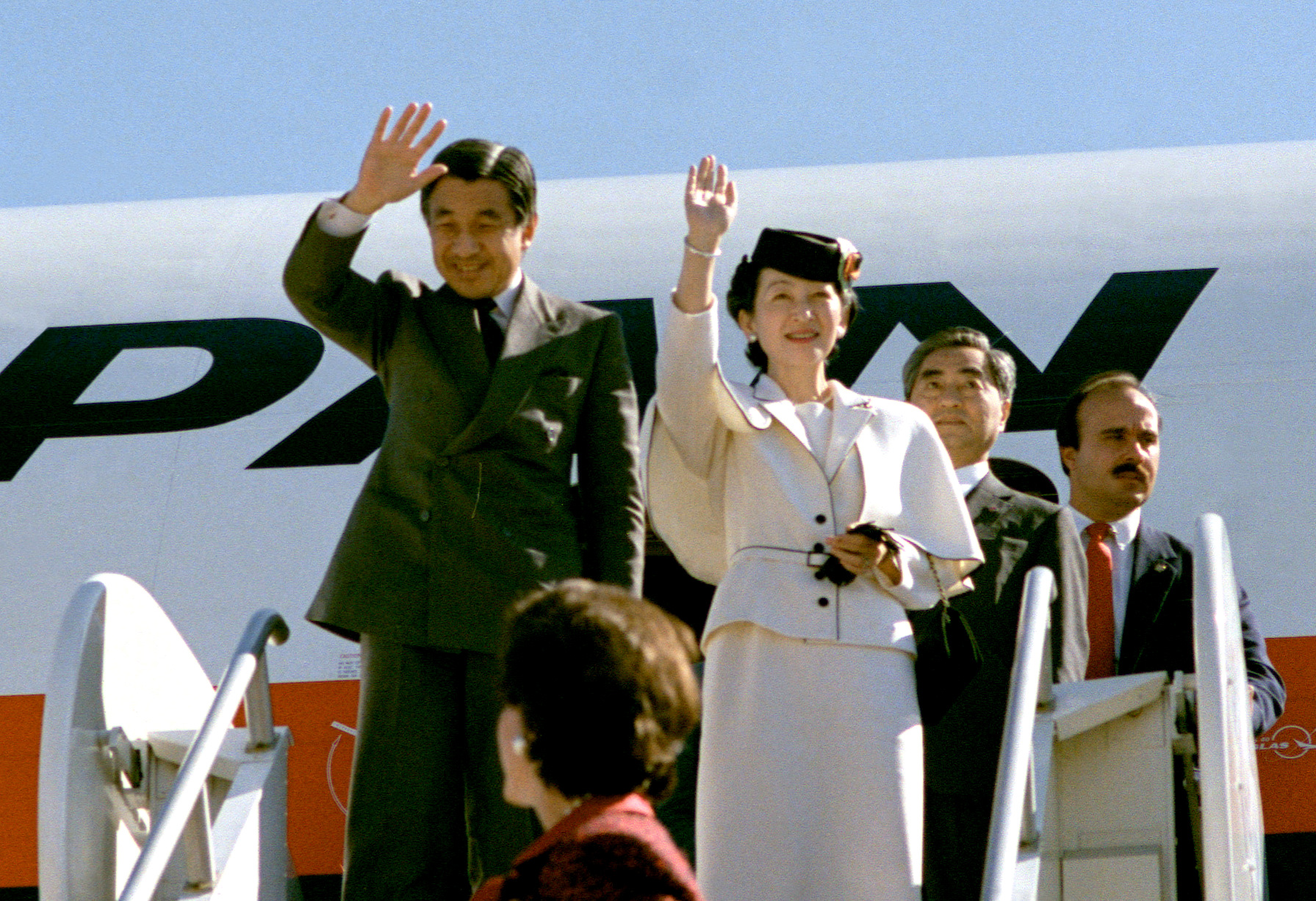
1987 (62. rok období Šówa), Akihitova poslední zahraniční návštěva jako korunního prince (Amerika)

## Manželství a rodina
V srpnu 1957 se Akihito setkal na tenisovém kurtu s Mičiko Šódaovou v Karuizawě poblíž Nagana. Zpočátku neměl pár pro vztah zanícení. Mičiko Šódaová byla příliš nízkého původu a byla vychována v katolickém prostředí. Proto byla v září 1958 poslána do Bruselu na mezinárodní konferenci Alumnae du Sacré-Cœur. Korunní princ byl odhodlán zůstat v kontaktu se svou přítelkyní, ale také nechtěl spáchat diplomatický incident. Proto kontaktoval mladého belgického krále Baudouina, aby své zprávy poslal přímo jeho milované. Později král Baudouin také vyjednal sňatek páru přímo s císařem s tím, že pokud bude korunní princ šťastný s Mičiko, bude později lepším císařem.
Zasnoubení korunního prince a Mičiko Šódaové bylo formálně oznámeno 27. listopadu 1958. Oznámení vyvolalo odpor tradicionalistických skupin, protože Šódaová pochází z katolické rodiny. Ačkoli nikdy nebyla pokřtěna, vzdělávala se v katolických školách a zdálo se, že sdílí víru svých rodičů. Spekulovalo se, že jeho matka, císařovna Kódžun, byla proti zasnoubení. Po smrti císařovny Kódžun dne 16. června 2000 agentura Reuters uvedla, že byla jednou z největších odpůrců sňatku svého syna a že v 60. letech přiváděla svou snachu a vnoučata do deprese tím, že ji neustále opakovala, že není vhodná pro jejího syna. Média tehdy jejich setkání prezentovala jako skutečnou „pohádku“ nebo „romanci na tenisovém kurtu“. Bylo to poprvé, co se prostá občanka přivdala do císařské rodiny, čímž přerušila více než 2 600 let tradice. Zásnubní obřad se konal 14. ledna 1959 a sňatek 10. dubna 1959.
Akihito a Mičiko mají tři děti, dva syny Naruhita (narozen 23. února 1960 s titulem princ Hiro; později 126. japonský císař) a Fumihita (narozený 30. listopadu 1965 a titulovaný princ Aja; později princ Akišino a následně japonský korunní princ) a dceru Sajako Kurodaovou (narozená 18. dubna 1969 a před svatbou titulovaná princezna Nori). Tyto tři děti se narodily v nemocnici Imperial Household Agency Hospital v tokijském císařském paláci.
Korunní princ Akihito a korunní princezna Mičiko podnikli oficiální návštěvy do 37 zemí. Akihito přirovnal roli japonské císařské rodiny k roli robota. Vyjádřil přání pomoci přiblížit císařskou rodinu japonskému lidu.

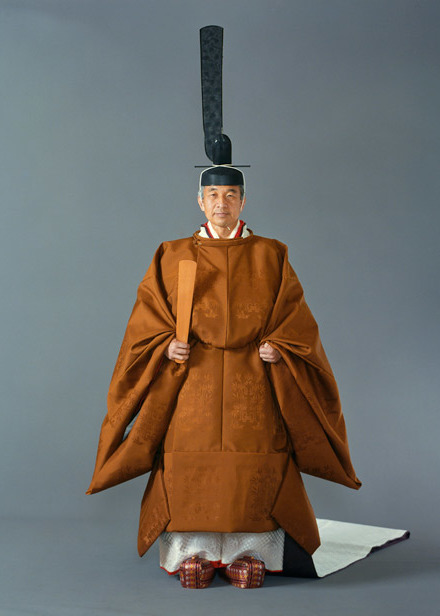
Císař Akihito na intronizaci v listopadu 1990

## Vláda
Po smrti císaře Hirohita dne 7. ledna 1989 nastoupil Akihito na trůn a stal se 125. japonským císařem. Intronizace proběhla 12. listopadu 1990. Roku 1998 obdržel od anglické královny během státní návštěvy Spojeného království Podvazkový řád a je tak jediným rytířem neevropského původu.
Podle japonské ústavy byla Akhitova role zcela reprezentativní a ceremoniální povahy, dokonce bez nominální role ve vládě. Omezil se na jednání ve státních záležitostech vymezených ústavou, a i v těchto záležitostech byl vázán požadavky ústavy a závaznými radami vlády. Například, když formálně jmenuje předsedu vlády, je po něm požadováno, aby jmenoval osobu určenou sněmem.
Přestože byl přísně omezen svým ústavním postavením, vydal také několik rozsáhlých prohlášení o lítosti vůči asijským zemím za jejich utrpení pod japonskou okupací, počínaje vyjádřením lítosti vůči Číně učiněným v dubnu 1989, tři měsíce po smrti jeho otec, císaře Šówy (Hirohito).
Dne 23. prosince 2001, během svého výročního narozeninového setkání s reportéry, císař v reakci na reportérovu otázku ohledně napětí s Jižní Koreou poznamenal, že s Korejci cítí spřízněnost, a dovysvětlil, že v Šoku Nihongi, matka císaře Kammua (736–806) byla spřízněna s Muryeongem Korejským, králem Päkče, což byla skutečnost, která byla považována za tabu.
V červnu 2005 císař Akihito a císařovna Mičiko navštívili ostrov Saipan (součást Severních Marian, území USA), místo bitvy druhé světové války, která se odehrála od 15. června do 9. července 1944 (známá jako bitva o Saipan). V doprovodu císařovny Mičiko pronesl modlitby a položili květiny u několika památníků, čímž uctil nejen Japonce, kteří zemřeli, ale také americké vojáky, korejské dělníky a místní ostrovany. Byla to první cesta japonského panovníka na zahraniční bojiště druhé světové války. Cesta na Saipan byla Japonci přijata s velkou chválou, stejně jako císařovy návštěvy válečných památníků v Tokiu, prefektuře Hirošima, prefektuře Nagasaki a prefektuře Okinawa v roce 1995.
Český prezident Václav Havel se osobně setkal s císařem Akihito na konferenci „Budoucnost naděje“ v Hirošimě dne 5. prosince 1995 a při této příležitosti pozval císaře na návštěvu České republiky. Na základě tohoto pozvání vykonal císař Akihito s císařovnou Mičiko v roce 2002 čtyřdenní státní návštěvu České republiky (6. červenec – 9. červenec 2002). Bylo to vůbec poprvé v historii, kdy do Prahy zavítala hlava japonského císařství.
Po nástupu na trůn se Akihito snažil přiblížit císařskou rodinu japonskému lidu. On a Mičiko uskutečnili oficiální návštěvy v osmnácti zemích a ve všech sedmačtyřiceti prefekturách Japonska.

### Debata o nástupnictví
Dne 6. září 2006 císař oslavil narození svého prvního vnuka, prince Hisahita, třetího dítěte císařova mladšího syna. Princ Hisahito je prvním mužským dědicem, který se narodil do japonské císařské rodiny po 41 letech (od jeho otce prince Akišina) a odvrátil možnou následnou nástupnickou krizi, protože jediným dítětem císařova staršího syna, tehdejšího korunního prince Naruhita, je jeho dcera, princezna Aiko, která podle japonského dědického práva nemá nárok na trůn, na který mohou nastoupit pouze muži. Narození prince Hisahita znamenalo, že navrhované změny zákona umožňující Aiko nastoupit na chryzantémový trůn byly zrušeny.

### Zemětřesení a tsunami v Tóhoku 2011
V reakci na zemětřesení a tsunami v Tóhoku v roce 2011 a jadernou havárii ve Fukušimě I císař vystoupil v televizi a vyzval své lidi, aby se nevzdávali naděje a navzájem si pomáhali. Císař a císařovna také ve středu 30. března 2011 navštívili dočasné útočiště pro přeživší, aby v lidech vzbudili naději. Tento akt je extrémně vzácný, i přes císařovy snahy přiblížit císařskou rodinu lidem.

### Abdikace
Dne 13. července 2016 celostátní televizní stanice NHK uvedla, že tehdy 82letý císař zamýšlí během několika let s ohledem na svůj věk abdikovat ve prospěch svého nejstaršího syna korunního prince Naruhita. K abdikaci v rámci císařské rodiny nedošlo od císaře Kókakua v roce 1817. Vyšší úředníci v rámci Úřadu císařské domácnosti však popřeli, že by panovník oficiálně plánoval abdikovat. Dne 8. srpna 2016 pronesl císař vzácný televizní projev, kde zdůraznil svůj pokročilý věk a zhoršující se zdraví; tento projev byl interpretován jako úmysl abdikovat.
Dne 19. května 2017 vydal japonský vládní kabinet návrh zákona, který by Akihitovi umožnil abdikovat. Dne 8. června 2017 schválil Národní sněm jednorázový návrh zákona, který umožnil Akihitovi abdikovat a vládě začít zařizovat proces předání funkce korunnímu princi Naruhitovi. Japonská vláda (premiér Šinzó Abe) v prosinci 2017 oznámila, že 125. císař Akihito abdikuje 30. dubna 2019 a vláda 126. císaře Naruhita začne 1. května 2019.

## Po abdikaci a pozdější roky
Dne 19. března 2020 se emeritní císař Akihito a jeho manželka emeritní císařovna Mičiko odstěhovali z císařského paláce, což bylo jejich první veřejné vystoupení od abdikace.
Dne 31. března 2020 se přestěhovali do rezidence Takanawa.

## Zdraví
Císař Akihito podstoupil 14. ledna 2003 operaci prostaty, kde mu lékaři odstranili nádor. Později v roce 2011 byl přijat do nemocnice se zápalem plic. V únoru 2012 bylo oznámeno, že císař podstoupí koronární vyšetření; 18. února 2012 podstoupil úspěšnou operaci srdečního bypassu. V červenci 2018 trpěl nevolností a závratěmi kvůli nedostatečnému prokrvení mozku. V lednu 2020 dočasně ztratil vědomí a zkolaboval ve svém bydlišti, ačkoli v jeho mozku nebyly zjištěny „žádné abnormality“.

## Potomci
Emeritní císař Akihito a emeritní císařovna mají tři děti, dva syny a dceru.

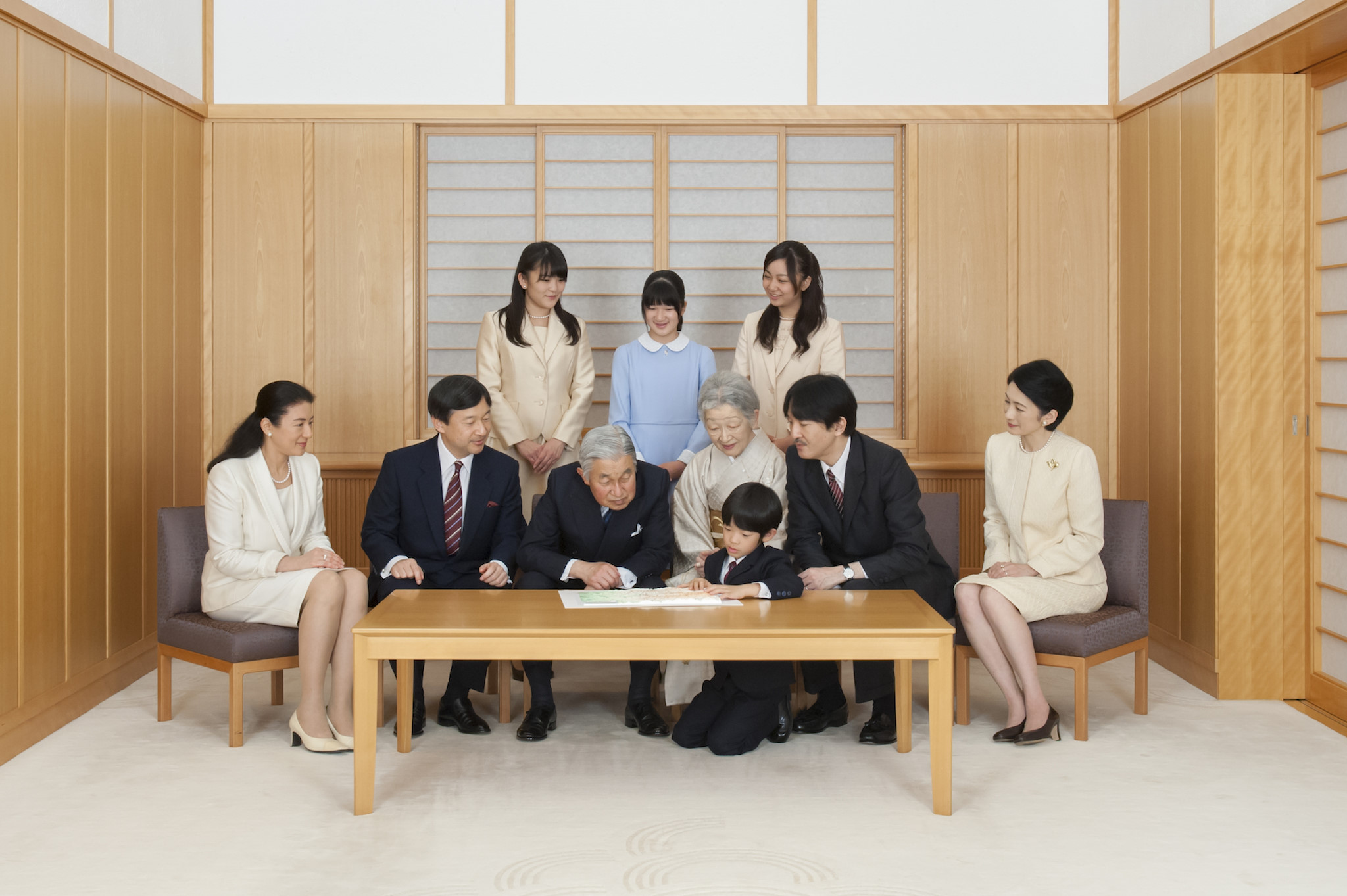
Císař a císařovna se svou rodinou v listopadu 2013

| Jméno                                                 | Narození                    | Manželství         | Manželství    | Potomci                                     |
| Jméno                                                 | Narození                    | Datum              | Choť          | Potomci                                     |
| ----------------------------------------------------- | --------------------------- | ------------------ | ------------- | ------------------------------------------- |
| Naruhito, japonský císař (Naruhito, princ Hiro)       | 23. února 1960 (65 let)     | 9. června 1993     | Masako Owada  | Aiko, princezna Toši                        |
| Fumihito, korunní princ Akišino (Fumihito, princ Aja) | 30. listopadu 1965 (59 let) | 29. června 1990    | Kiko Kawašima | Mako Komurová Princezna Kako Princ Hisahito |
| Sajako, princezna Nori                                | 18. dubna 1969 (56 let)     | 15. listopadu 2005 | Jošiki Kuroda | Nikdo                                       |

## Tituly a vyznamenání

### Tituly
- 23. prosince 1933 – 10. listopadu 1952: Jeho císařská výsost Princ Tsugu
- 10. listopadu 1952 – 7. ledna 1989: 皇嗣殿下 Jeho císařská výsost korunní princ Japonska
- 7. ledna 1989 – 30. dubna 2019: Jeho výsost císař Japonska
- 1. května 2019 – dosud: 上皇陛下 Jeho výsost emeritní císař[38]

## Zámořské návštěvy
Následující tabulka obsahuje oficiální návštěvy císaře Akihita spolu s císařovnou Mičiko po nástupu na trůn 7. ledna 1989. Seznam zahrnuje všechny návštěvy uskutečněné do 31. prosince 2017. I když císařovna Mičiko sama uskutečnila dvě oficiální návštěvy, v letech 2002 (ve Švýcarsku) a v roce 2014 (v Belgii), neúčastnil se jich císař a nejsou zde zahrnuty.
| Pořadí | Termíny                          | Země                                                   | Účel |
| ------ | -------------------------------- | ------------------------------------------------------ | --- |
| 1      | 26. září – 6. října 1991         | Thajsko, Malajsie, Indonésie                           | „Pěstování přátelských vztahů na pozvání Thajska, Malajsie a Indonésie“ |
| 2      | 23.–28. října 1992               | Čína                                                   | „Pěstování přátelských vztahů na pozvání Číny“ |
| 3      | 6.–9. srpna 1993                 | Belgie                                                 | „Zúčastnit se pohřbu belgického krále Baudouina“ Z vděčnosti za hájení jejich manželství před tehdejším císařem a za dlouhotrvající přátelství.                                                            |
| 4      | 3.–19. září 1993                 | Itálie, Belgie, Německo, Vatikán                       | „Pěstování přátelských vztahů na pozvání Itálie, Belgie a Německa“ |
| 5      | 10.–26. června 1994              | USA                                                    | „Pěstování přátelských vztahů na pozvání Spojených států“ |
| 6      | 2.–14. října 1994                | Francie, Španělsko                                     | „Pěstování přátelských vztahů na pozvání Francie a Španělska“ |
| 7      | 30. května – 13. června 1997     | Brazílie, Argentina                                    | „Pěstování přátelských vztahů na pozvání Brazílie a Argentiny“ |
| 8      | 23. května – 5. června 1998      | Spojené království, Dánsko                             | „Pěstování přátelských vztahů na pozvání Spojeného království a Dánska“ |
| 9      | 20. května – 1. června 2000      | Nizozemsko, Švédsko                                    | „Pěstování přátelských vztahů na pozvání Nizozemska a Švédska“ |
| 10     | 6.–20. července 2002             | Česko, Polsko, Maďarsko                                | „Pěstování přátelských vztahů na pozvání České republiky, Polska a Maďarska“ |
| 11     | 7.–14. května 2005               | Norsko                                                 | „Pěstování přátelských vztahů na pozvání Norska“ |
| 12     | 27.–28. června 2005              | USA                                                    | „Vzdání holdu těm, kteří zemřeli ve válce a modlení se za světový mír k příležitosti 60. výročí skončení války“                                                                                            |
| 13     | 8.–15. června 2006               | Singapur, Thajsko                                      | „Oslavení 40. výročí navázání diplomatických vztahů na pozvání Singapuru a účast na oslavách 60. výročí nástupu thajského krále Pchúmipchona Adunjadéta na trůn“                                           |
| 14     | 21.–30. května 2007              | Švédsko, Estonsko, Lotyšsko, Litva, Spojené království | „Zúčastnění se jako čestný člen Linnean Society oslav 300. výročí narození Carla von Linného na pozvání Švédska a Spojeného království a podpora přátelských vztahů na pozvání Estonska, Lotyšska a Litvy“ |
| 15     | 3.–17. července 2009             | Kanada, USA                                            | „Pěstování přátelských vztahů na pozvání Kanady a oslavy 50. výročí stipendijní nadace korunního prince Akihita (návštěva Havaje)“                                                                         |
| 16     | 16.–20. května 2012              | Spojené království                                     | „Účast na obědě k výročí diamantového jubilea královny Alžběty II. na pozvání královny Alžběty II.“ |
| 17     | 30. listopadu – 6. prosince 2013 | Indie                                                  | „Pěstování přátelských vztahů na pozvání Indie“ |
| 18     | 8.–9. dubna 2015                 | Palau                                                  | „Vzdání holdu těm, kteří zemřeli ve válce, a podpora mezinárodní dobré vůle k příležitosti 70. výročí skončení války“                                                                                      |
| 19     | 26.–30. ledna 2016               | Filipíny                                               | „Pěstování přátelských vztahů u příležitosti 60. výročí normalizace diplomatických vztahů na pozvání Filipín“                                                                                              |
| 20     | 28. února – 6. března 2017       | Vietnam                                                | „Pěstování přátelských vztahů na pozvání Vietnamu“ |

## Předkové
|         |                   |  |               |                     |  |  |  |  |  |  |  | Kómei |
|         |                   |  |               |                     |  |  |  |  |  |  |  |       |
|         | Meidži            |  |               |                     |  |  |  |  |  |  |  |       |
|         |                   |  |               |                     |  |  |  |  |  |  |  |       |
|         |                   |  |               | Jošiko Nakajama     |  |  |  |  |  |  |  |       |
|         |                   |  |               |                     |  |  |  |  |  |  |  |       |
|         | Taišó             |  |               |                     |  |  |  |  |  |  |  |       |
|         |                   |  |               |                     |  |  |  |  |  |  |  |       |
|         |                   |  |               | Micunaru Janagiwara |  |  |  |  |  |  |  |       |
|         |                   |  |               |                     |  |  |  |  |  |  |  |       |
|         | Naruko Janagiwara |  |               |                     |  |  |  |  |  |  |  |       |
|         |                   |  |               |                     |  |  |  |  |  |  |  |       |
|         |                   |  |               |                     |  |  |  |  |  |  |  |       |
|         |                   |  |               |                     |  |  |  |  |  |  |  |       |
|         | Hirohito          |  |               |                     |  |  |  |  |  |  |  |       |
|         |                   |  |               |                     |  |  |  |  |  |  |  |       |
|         |                   |  |               | Hisatada Kudžó      |  |  |  |  |  |  |  |       |
|         |                   |  |               |                     |  |  |  |  |  |  |  |       |
|         | Mičitaka Kudžó    |  |               |                     |  |  |  |  |  |  |  |       |
|         |                   |  |               |                     |  |  |  |  |  |  |  |       |
|         |                   |  |               | Meiko Karahaši      |  |  |  |  |  |  |  |       |
|         |                   |  |               |                     |  |  |  |  |  |  |  |       |
|         | Teimei            |  |               |                     |  |  |  |  |  |  |  |       |
|         |                   |  |               |                     |  |  |  |  |  |  |  |       |
|         |                   |  |               |                     |  |  |  |  |  |  |  |       |
|         |                   |  |               |                     |  |  |  |  |  |  |  |       |
|         | Ikuko Noma        |  |               |                     |  |  |  |  |  |  |  |       |
|         |                   |  |               |                     |  |  |  |  |  |  |  |       |
|         |                   |  |               |                     |  |  |  |  |  |  |  |       |
|         |                   |  |               |                     |  |  |  |  |  |  |  |       |
| Akihito |                   |  |               |                     |  |  |  |  |  |  |  |       |
|         |                   |  |               |                     |  |  |  |  |  |  |  |       |
|         |                   |  | Fušimi Kuniie |                     |  |  |  |  |  |  |  |       |
|         |                   |  |               |                     |  |  |  |  |  |  |  |       |
|         | Kuni Asahiko      |  |               |                     |  |  |  |  |  |  |  |       |
|         |                   |  |               |                     |  |  |  |  |  |  |  |       |
|         |                   |  |               | Takatsukasa Hiroko  |  |  |  |  |  |  |  |       |
|         |                   |  |               |                     |  |  |  |  |  |  |  |       |
|         | Kunijoši Kuni     |  |               |                     |  |  |  |  |  |  |  |       |
|         |                   |  |               |                     |  |  |  |  |  |  |  |       |
|         |                   |  |               |                     |  |  |  |  |  |  |  |       |
|         |                   |  |               |                     |  |  |  |  |  |  |  |       |
|         | Makiko Izumi      |  |               |                     |  |  |  |  |  |  |  |       |
|         |                   |  |               |                     |  |  |  |  |  |  |  |       |
|         |                   |  |               |                     |  |  |  |  |  |  |  |       |
|         |                   |  |               |                     |  |  |  |  |  |  |  |       |
|         | Kódžun            |  |               |                     |  |  |  |  |  |  |  |       |
|         |                   |  |               |                     |  |  |  |  |  |  |  |       |
|         |                   |  |               | Hisamicu Šimazu     |  |  |  |  |  |  |  |       |
|         |                   |  |               |                     |  |  |  |  |  |  |  |       |
|         | Tadajoši Šimazu   |  |               |                     |  |  |  |  |  |  |  |       |
|         |                   |  |               |                     |  |  |  |  |  |  |  |       |
|         |                   |  |               | Q117343018          |  |  |  |  |  |  |  |       |
|         |                   |  |               |                     |  |  |  |  |  |  |  |       |
|         | Čikako Šimazu     |  |               |                     |  |  |  |  |  |  |  |       |
|         |                   |  |               |                     |  |  |  |  |  |  |  |       |
|         |                   |  |               |                     |  |  |  |  |  |  |  |       |
|         |                   |  |               |                     |  |  |  |  |  |  |  |       |
|         | Q105711345        |  |               |                     |  |  |  |  |  |  |  |       |
|         |                   |  |               |                     |  |  |  |  |  |  |  |       |
|         |                   |  |               |                     |  |  |  |  |  |  |  |       |
|         |                   |  |               |                     |  |  |  |  |  |  |  |       |